# BNN-27
BNN-27（化学名：17α,20R-环氧孕甾-5-烯-3β,21-二醇）是一种有机化合物，化学式C
21H
32O
3，是一种人工合成的神经甾体。